# Tervel
Tervel (bolgarsko: Тервел [Tervel]), v nekaterih bizantinskih virih tudi Tarvel, Terval in Terbelis, bolgarski cesar z začetka 8. stoletja. Leta 705 je kot prvi tujec v zgodovini Bizantinskega cesarstva dobil naslov kaisarja. Verjetno je bil kristjan, tako kot njegov ded kan Kubrat. Ko je Tervelova vojska med obleganjem Konstantinopla leta 718 strla Arabce, so ga sodobniki imenovali Rešitelj Evrope. Datum rojstva in smrti nista znana.
Imenik bolgarskih kanov trdi, da je bil Tervel iz klana Dulo in da je vladal 21 let. Po kronologiji, ki jo je razvil Moskov, bi Tervel lahko vladal od leta 695 do 715. Druge kronologiije njegovo vladanje umeščajo v obdobje 701-718 ali 700-721 in jih ni mogoče uskladiti s pričevanjem Imenika. Trditve iz Imenika in nekaj kasnejših izročil kažejo, da je bil Tervel sin in naslednik svojega predhodnika Asparuha, ki je najbrž umrl v bitki s Hazari.

## Zavezništvo z Justinijanom II.
Tervel je v bizantinskih virih prvič omenjen leta 704, ko se je zbližal z odstavljenim in izgnanim  bizantinskim cesarjem Justinijanom II.. Justinijan je dobil njegovo podporo v poskusu ponovnega vzpona na oblast, v zameno pa mu je ponudil prijateljstvo, darila in hčerko Anastazijo za ženo. Z vojsko 15.000 Tervelovih konjenikov je leta 705 nepričakovano vdrl v Konstantinopel in ponovno vzpostavil svojo oblast. Cesarja Leontija in Tiberija III., ki sta ga vrgla s prestola, in številne njune privržence je dal usmrtiti. Tervela je bogato obdaril in mu podelil naslov kaisarja, s čemer je postal drugi kaisar v zgodovini Bizantinskega cesarstva in prvi tuji vladar s tem naslovom. Poleg naslova je dobil tudi ozemeljske koncesije v Zagori v severovzhodni Trakiji. Ali se je resnično poročil z Justinijanovo hčerko Anastazijo, ni znano.
Samo tri leta kasneje, ko je Justinijan utrdil svojo oblast, je prekršil dogovor in sprožil vojaške operacije za ponovno osvojitev ozemelj, ki jih je prepustil Tervelu. Tervel je Bizantince prestregel in jih leta 708 v bitki pri Anhialu v bližini sedanjega Pomorja porazil. 
Leta 711 je Justinijan zaradi obsežnega upora v Mali Aziji ponovno iskal Tervelovo pomoč, vendar je dobil samo skromno vojsko 3.000 mož. Uporniški cesar Filipik Bardan je Justinijana ujel in usmrtil, njegovim bolgarskim zaveznikom pa je dovolil umik v domovino. Tervel je izkoristil nerede v Bizantinskem cesarstvu in leta 712 napadel in oropal Trakijo skoraj do samega Konstantinopla.

## Vojna z Arabci 717-718
25. maja 717 je bil za cesarja kronan Leon III. Izavrijec. Poleti istega leta so Arabci pod Maslamovim poveljstvom prečili Dardanele in začeli z vojsko 200.000 mož oblegati Konstantinopel. Arabsko ladjevje je štelo 2.500 ladij. 
Leon III. je zaprosil za pomoč Tervela in se pri tem skliceval na državno pogodbo iz leta 716. Tervel je njegovi prošnji ustregel in prvi spopad z Arabci se je končal z zmago Bolgarov. Bolgari so zatem napadli arabske oblegovalce in uničili velik del njihove vojske, ostali del pa ujeli v past med svojo vojsko in mestnim obzidjem. Arabci so svoj tabor ogradili z dvema vrstama okopov, s prvo proti Bolgarom in z drugo proti mestnemu obzidju in kljub ostri zimi in stotim dnevom sneženja vztrajno nadaljevali z obleganjem. Spomladi leta 718 so se spopadli z Bolgari v odločilni bitki, v kateri so doživeli poraz in bili prisiljeni k umiku. Bizantinski kronist Teofan Spovednik pravi, da so Bolgari v bitki pobili kakšnih 22.000 Arabcev, medtem ko Zigebert trdi, da jih je bilo 30.000. Bizantinsko-bolgarska zmaga leta 718 in zmaga frankovskega vladarja Karla Martela v bitki pri Toursu sta ustavili prodiranje muslimanov v notranjost Evrope, kana Tervela pa so sodobniki povzdignili v Rešitelja Evrope. 

## Zadnja leta vladanja
Leta 719 se je Tervel povovno vmešal v notranje zadeve Bizantinskega cesarstva, ko ga je odstavljeni cesar Anastazij II. prosil za pomoč pri ponovnem vzponu na prestol. Tervel mu je dal 360.000 zlatnikov in mu poslal svojo vojsko. Anastazij je vkorakal v Konstantinopel, vendar ga meščani niso bili pripravljeni podpreti. Medtem je Leon III. Tervelu poslal dopis, v katerem ga je pozval, naj spoštuje določila mirovne pogodbe iz leta 716 in prekine vojskovanje. Ker so Anastazija zapustili vsi privrženci, se je bolgarski vladar s predlogom strinjal in prekinil sodelovanje z uzurpatorjem. Leonu je poslal tudi številne zarotnike, ki so zbežali v Plisko.
Po kronoloških podatkih iz Imenika je Tervel umrl verjetno leta 715. Podatek se ne ujema s Teofanovo trditvijo, da je Tervel leta 718 ali 719 sodeloval v poskusu odstavljenega cesarja Anastazija II., da ponovno pride na oblast. Če je Tervel res živel tako dolgo, bi moral kot bolgarski vladar leta 716 s Teodozijem III. podpisati sporazum, ki je urejal vprašanje letnega davka, ki so ga Bizantinci plačevali Bolgarom, ozemeljske koncesije v Trakiji, trgovinske sporazume in ravnanje s političnimi begunci. Teofan omenja, da se je podpisnik sporazuma imenoval Kormesios, ki bi lahko bil Tervelov naslednik Kormesij. Kronist je dogodke leta 718 ali 719 pripisal Tervelu verjetno zato, ker je bil Tervel zadnji vladar, ki ga je poznal, in ker njegovi viri niso vsebovali nobenih imen, kar velja tudi za obleganje Konstantinopla. Druga teorija trdi, da je Kermesij podpisal pogodbo kot Tervelov pooblaščenec.
Večina raziskovalcev se strinja, da je bil slavni kamniti relief Madarski konjenik izklesan v Tervelovem obdobju v spomin na zmage Bolgarov nad Bizantinci, v čast Tervelovemu očetu Asparuhu in slavo bolgarske države.

## Družina
Tervel je bil najbrž poročen z Anastazijo, hčerko cesarja Justinijana II. in njegove prve žene Evdokije.
Kompilacija Volških Bolgarov Ja'far Tarikh, katere verodostojnost je sporna, omenja Tarvila (Tervela) kot sina in naslednika Atil'keseja (Asparuha) in predhodnika Ajjarja, ki je sicer neznan, njegovo ime pa bi lahko bilo eno od pozabljenih imen cesarja Imennika. Ja'far Tarikh omenja Tervela tudi kot očeta kasnejšega vladarja Kermesa (Kormesija).

## Izkazovanje časti
Po Tervelu Bolgarskem se imenuje Tervel Peak na Livingstonovem otoku na Južnih Shetlandskih otokih na Antarktiki.

### Primarni viri
- Bahši Iman, Džagfar Tarihy, III. del, Orenburg, 1997.
- Teofan Spovednik, Kronika, C. Mango in R. Scott, Oxford University Press, 1997.
- Nikefor (konstantinoplski patriarh), Short History, C. Mango, Dumbarton Oaks Texts 10, 1990.

### Sekundarni viri
- Mosko Moskov, Imennik na bălgarskite hanove (novo tălkuvane), Sofija 1988.
- Jordan Andreev, Ivan Lazarov, Plamen Pavlov, Koj koj e v srednovekovna Bălgarija, Sofija 1999.

| Tervel Rojen: ni znano Umrl: ni znano |                       |                     |
| Vladarski nazivi                      |                       |                     |
| Predhodnik: Asparuh                   | Bolgarski kan 700–721 | Naslednik: Kormesij |